# Корпусной комиссар
Корпусный комиссар — воинское звание высшего военно-политического состава Рабоче-крестьянской Красной армии.
Предшествующее звание — дивизионный комиссар, следующее звание — армейский комиссар 2-го ранга.

## История
Звание введено постановлениями Совета Народных Комиссаров № 2590 для сухопутных и воздушных сил РККА и № 2591 для морских сил РККА от 22.09.1935. Объявлено Приказом Народного Комиссара обороны № 144 от 26.09.1935.
Звание ликвидировано в октябре 1942. Корпусным комиссарам присвоено общевойсковое воинское звание согласно занимаемой должности.
| младшее звание: Дивизионный комиссар | Корпусной комиссар | старшее звание: Армейский комиссар 2-го ранга |

Эквивалентные чины
| Род войск                                       | Соответствующее звание/должность |
| В командном составе                             | В командном составе |
| ----------------------------------------------- | --- |
| Общевойсковое звание                            | Комкор (до 7 мая 1940 года) Генерал-лейтенант (с 7 мая 1940 года) |
| Народный комиссариат внутренних дел СССР        | Комиссар государственной безопасности 3-го ранга, введённое постановлением ЦИК и СНК СССР от 7 октября 1935 года и по 6 июля 1945 года (военнослужащие пограничных и внутренних войск НКВД имели воинские звания, принятые в РККА) |
| Военно-Морской Флот СССР                        | Флагман 1-го ранга (до 7 мая 1940 года) Вице-адмирал (с 7 мая 1940 года) |
| В начальствующем составе                        | |
| в сухопутных и военно-воздушных силах           | Коринженер |
| в военно-морских силах                          | Инженер-флагман 1-го ранга |
| в военно-хозяйственном составе всех родов войск | коринтендант |
| в военно-юридическом составе всех родов войск   | Корвоенюрист |
| в военно-медицинском составе всех родов войск   | Корврач |
| в военно-ветеринарном составе всех родов войск  | Корветврач |

## Знаки различия
В петлицах цвета соответствующего роду войск — три ромба, окантовка чёрная. Эмблемы рода войск до 1940 года в петлицах военно-политического состава отсутствовали, затем были введены Приказом НКО № 226 от 26 июля 1940 года. Шевроны (угольники) на рукавах отсутствуют. На принадлежность к военно-политическому составу указывал нарукавный знак в виде алой звезды с серпом и молотом.

## Присвоение звания
- 22.11.1935 — Авиновицкий, Яков Лазаревич (1897—1938)
- 22.11.1935 — Артузов, Артур Христианович (1891—1937)
- 20.11.1935 — Берёзкин, Марк Фёдорович (1901—1951)
- 20.11.1935 — Берзин, Ян Карлович (1889—1938)[4]
- 20.11.1935 — Неронов, Иван Григорьевич (1897—1937)
- 20.11.1935 — Петухов, Иван Павлович (1895—1942)
- 20.11.1935 — Прокофьев, Архип Прокофьевич (1895—1939)
- 20.11.1935 — Троянкер, Бенедикт Устинович (1900—1938)
- 20.11.1935 — Хрулев, Андрей Васильевич (1892—1962)
- 20.11.1935 — Шестаков, Виктор Николаевич (1893—1938)
- 20.11.1935 — Ярцев, Алексей Петрович (1895—1938)
- 20.11.1935 — Ястребов, Григорий Герасимович (1884—1957)
- 23.11.1935 — Карин, Фёдор Яковлевич (1896—1937)
- 23.11.1935 — Штейнбрюк, Отто Оттович (1892—1937)
- 26.11.1935 — Разгон, Израиль Борисович (1892—1937)
- 28.11.1935 — Апсе, Мартын Янович (1893—1942)
- 28.11.1935 — Битте, Август Мартынович (1893—1939)
- 28.11.1935 — Говорухин, Трофим Кириллович (1896—1966)
- 28.11.1935 — Гринберг, Исаак Моисеевич (1899—1938)
- 28.11.1935 — Грубер, Лазарь Яковлевич (1897—1937)
- 28.11.1935 — Ильин, Николай Ильич (1895—1938)
- 28.11.1935 — Немерзелли, Иосиф Фадеевич (1895—1938)
- 28.11.1935 — Орлов, Наум Иосифович (1894—1937)
- 28.11.1935 — Родионов, Фёдор Ефимович (1897—1937)
- 28.11.1935 — Савко, Николай Аркадьевич (1898—1937)
- 28.11.1935 — Сидоров, Константин Григорьевич (1884—1939)
- 28.11.1935 — Хорош, Мордух Лейбович (1899—1937)
- 28.11.1935 — Щаденко, Ефим Афанасьевич (1885—1951)[5]
- 29.11.1935 — Рошаль, Лев Борисович (1896—1940)
- 16.12.1935 — Мрочковский, Стефан Иосифович (1885—1967)
- 17.01.1936 — Захаров (Мейер), Лев Николаевич (1899—1937)
- 15.02.1937 — Зиновьев, Григорий Алексеевич (1896—1938)
- 15.02.1937 — Скворцов, Семён Антипович (1894—1938)
- 31.07.1937 — Рыбин, Фёдор Викторович (1896—1939)
- 31.12.1937 — Голиков, Филипп Иванович (1900—1980)[6]
- 17.02.1938 — Булышкин, Александр Александрович (1893—1961)
- 17.02.1938 — Волков, Яков Васильевич (1898—1963)
- 17.02.1938 — Лаухин, Пётр Иванович (1899—1967)
- 17.02.1938 — Шапошников, Михаил Романович (1899—1938)
- 19.11.1938 — Игнатьев, Сергей Парфёнович (1902—1984)
- 09.02.1939 — Бирюков, Николай Иванович (1901—1974)[7]
- 09.02.1939 — Запорожец, Александр Иванович (1899—1959)[8]
- 09.02.1939 — Зимин, Константин Николаевич (1901—1944)
- 09.02.1939 — Николаев, Андрей Семёнович (1902—1942)
- 09.02.1939 — Рогов, Иван Васильевич (1899—1949)[9]
- 09.02.1939 — Семеновский, Фёдор Алексеевич (1901—1941)
- 27.04.1939 — Мельников, Алексей Николаевич (1900—1967)
- 05.05.1939 — Сусайков, Иван Захарович (1903—1962)
- 04.07.1939 — Борисов, Владимир Николаевич (1901—?)[7]
- 02.09.1939 — Вашугин, Николай Николаевич (1900—1941)
- 02.09.1939 — Кузнецов, Фёдор Федотович (1904—1979)[10]
- 14.11.1939 — Николаев, Тимофей Леонтьевич (1899—1960)
- 26.04.1940 — Леонов, Дмитрий Сергеевич (1899—1981)
- 26.04.1940 — Смирнов, Павел Кузьмич (1890—1963)
- 19.06.1940 — Гапанович, Дмитрий Афанасьевич (1896—1952)
- 19.06.1940 — Доронин, Яков Алексеевич (1900—1989)
- 19.06.1940 — Желтов, Алексей Сергеевич (1904—1991)
- 19.06.1940 — Кожевников, Сергей Константинович (1904—1956)
- 19.06.1940 — Колобяков, Александр Филаретович (1896—1958)
- 19.06.1940 — Фоминых, Александр Яковлевич (1901—1976)
- 08.08.1940 — Захаров, Семён Егорович (1906—1986)
- 22.10.1940 — Богаткин, Владимир Николаевич (1903—1956)
- 22.10.1940 — Шимановский, Григорий Соломонович (1891—1965)
- 27.12.1940 — Диброва, Петр Акимович (1901—1971)
- 27.12.1940 — Степанов, Павел Степанович (1901—1977)[10]
- 1941 — Клементьев, Николай Николаевич (1897—1954)
- 09.12.1941 — Яковлев, Фома Павлович (1900—1971)
- 05.02.1942 — Смирнов, Николай Константинович (1902—1973)